# Alfons Mertens
Alfons Mertens, né le 7 avril 1903 et mort le 4 septembre 2001, est un joueur de football international belge actif durant l'entre-deux-guerres. Il joue durant toute sa carrière au poste de milieu de terrain pour le Royal Antwerp Football Club, remportant deux titres de champion de Belgique.

## Carrière
Alfons Mertens débute dans l'équipe première de l'Antwerp en 1923 mais ne joue pas un seul match officiel durant sa première saison au club. Il doit attendre la saison  1925-1926 pour obtenir une place de titulaire dans le milieu de terrain anversois. Il devient un des joueurs importants de l'équipe et l'aide à conquérir son premier titre de champion de Belgique en 1929 après un test-match contre le rival du Beerschot. Ses bonnes prestations régulières lui permettent d'être appelé en équipe nationale belge en décembre 1930. Il décroche un second titre de champion avec l'Antwerp six mois plus tard et met un terme à sa carrière de joueur en 1932, après être passé à un point d'un nouveau sacre national.
Alfons Mertens meurt le 4 septembre 2001 à l'âge de 98 ans.

## Statistiques
| Saison                | Club                  | Championnat           | Championnat | Championnat | Coupe(s) nationale(s) | Coupe(s) nationale(s) | Total | Total |
| Saison                | Club                  | Division              | M.          | B.          | M.                    | B.                    | M.    | B.    |
| 1923-1924             | R. Antwerp FC         | Division 1            | 0           | 0           | 0                     | 0                     | 0     | 0     |
| 1924-1925             | R. Antwerp FC         | Division 1            | 7           | 1           | 0                     | 0                     | 7     | 1     |
| 1925-1926             | R. Antwerp FC         | Division 1            | 23          | 1           | 0                     | 0                     | 23    | 1     |
| 1926-1927             | R. Antwerp FC         | Division 1            | 20          | 1           | 0                     | 0                     | 20    | 1     |
| 1927-1928             | R. Antwerp FC         | Division 1            | 26          | 2           | 0                     | 0                     | 26    | 2     |
| 1928-1929             | R. Antwerp FC         | Division 1            | -           | -           | 0                     | 0                     | 0     | 0     |
| 1929-1930             | R. Antwerp FC         | Division 1            | -           | -           | 0                     | 0                     | 0     | 0     |
| 1930-1931             | R. Antwerp FC         | Division 1            | 24          | 1           | 0                     | 0                     | 24    | 1     |
| 1931-1932             | R. Antwerp FC         | Division 1            | 24          | 0           | 0                     | 0                     | 24    | 0     |
| Total sur la carrière | Total sur la carrière | Total sur la carrière | 124         | 6           | 0                     | 0                     | 124   | 6     |

### Palmarès
- 2 fois champion de Belgique en 1929 et en 1931 avec le Royal Antwerp Football Club.

## Carrière internationale
Alfons Mertens compte une convocation et un match joué en équipe nationale belge. Celui-ci a lieu le 7 décembre 1930 lors d'un match amical disputé en France et se solde par un partage 2-2.
Le tableau ci-dessous reprend toutes les sélections d'Alfons Mertens. Le score de la Belgique est toujours indiqué en gras.
| Date       | Compétition  | Adversaire | Lieu  | Score | Remarque |
| ---------- | ------------ | ---------- | ----- | ----- | -------- |
| 07/12/1930 | Match amical | France     | Paris | 2-2   |          |